# البابا يوحنا بولس الثاني (مسلسل قصير)
البابا يوحنا بولس الثاني (بالإنجليزية: Pope John Paul II)‏ هو مسلسل قصير درامي تم عرضه في سنة 2005 يعرض حياة البابا يوحنا بولس الثاني (كارول جوزيف فويتلا) منذ أن كان في بولندا حتى سيامته كبابا وحتى وفاته في 4 أبريل 2005، قام الممثل الأمريكي جون فويت بأدء دور البابا وقام جوناثان كينت هاريسون بإخراجه وقد تم عرضه على قناة سي بي إس من 4 إلى 7 ديسمبر 2005 وأطلق للعرض أول مرة في الفاتيكان في 17 نوفمبر 2005.

## البطولة
- جون فويت بدور البابا يوحنا بولس الثاني
- كاري إيلويس بدور البابا يوحنا بولس في مرحلة الشباب
- بين غاتزارا بدور الكاردينال أغوستينو كاسارولي
- فيتوريا بيلفيدير بدور إيفا
- كرستوفر لي بدور الكاردينال ستيفان فيزنسكي
- جيمس كرومويل بدور الكاردينال أدم ستيفان سابيها
- دانييلي بيتشي بدور رومان
- إيتوري باسي بدور غابا
- فاليريا كافالي بدور تيريزا
- روبرت غونيرا بدور تاديوش
- كريستوفر غود بدور الكاردينال فرانك كونيغ
- جوليانو جيما بدور الدكتور خواكين نافارو فالس
- جان نيكلاس بدور دشويش
- نيكولا بيستويا بدور ماكسمليين فورستنبورغ
- ميشيل غامينو بدور ليونيد بريجنيف

## وصلات خارجية
- البابا يوحنا بولس الثاني على موقع IMDb (الإنجليزية)
- البابا يوحنا بولس الثاني على موقع نتفليكس (الإنجليزية)
- البابا يوحنا بولس الثاني على موقع قاعدة بيانات الفيلم (الإنجليزية)
- البابا يوحنا بولس الثاني على موقع ليتربوكسد (الإنجليزية)
- البابا يوحنا بولس الثاني على موقع كينوبويسك (الروسية)
- البابا يوحنا بولس الثاني على موقع قاعدة بيانات الفيلم (الإنجليزية)
- فيلم يوحنا بولس الثاني على قاعدة بيانات الأفلام على الإنترنت